# Masalia prochaskai
Masalia prochaskai är en fjärilsart som beskrevs av Pierre E.L. Viette 1957. Masalia prochaskai ingår i släktet Masalia och familjen nattflyn. Inga underarter finns listade i Catalogue of Life.